# Anders Lindegaard
Anders Rozenkrantz Lindegaard (Odense, 13 april 1984) is een Deens betaald voetballer die dienstdoet als keeper. Hij tekende in juli 2019 bij Helsingborgs IF, dat hem transfervrij inlijfde. Lindegaard debuteerde in september 2010 in het Deens voetbalelftal.

## Clubcarrière
Lindegaard begon bij Odense BK en werd verhuurd aan Kolding FC en het Noorse Aalesunds FK. Daar werd hij de vaste doelman en die club nam hem in 2010 over. In 2011 werd Lindegaard door Manchester United vastgelegd en daar zou hij tot 2015 als reservedoelman fungeren. Hij tekende in juli 2016 een contract voor één seizoen bij Preston North End, dat hem in het voorgaande halfjaar al huurde. De club lijfde hem transfervrij in nadat West Bromwich Albion zijn contract ontbond. Medio 2017 liep zijn contract af en op 21 september ondertekende hij een contract tot het einde van het seizoen 2017/18 bij Burnley. In juli 2019 tekende Lindegaard een contract tot eind 2021 bij Helsingborgs IF.

## Clubstatistieken
| Seizoen | Club                 | Competitie     | Duels | Goals |
| ------- | -------------------- | -------------- | ----- | ----- |
| 2003/04 | Odense BK            | Superligaen    | 0     | 0     |
| 2004/05 | Odense BK            | Superligaen    | 0     | 0     |
| 2005/06 | Odense BK            | Superligaen    | 0     | 0     |
| 2006/07 | Odense BK            | Superligaen    | 1     | 0     |
| 2007/08 | Odense BK            | Superligaen    | 1     | 0     |
| 2008/09 | → Kolding FC         | 1. division    | 10    | 0     |
| 2009/10 | Odense BK            | Superligaen    | 4     | 0     |
| 2009/10 | → Aalesunds FK       | Tippeligaen    | 26    | 0     |
| 2010/11 | Aalesunds FK         | Tippeligaen    | 30    | 0     |
| 2010/11 | Manchester United    | Premier League | 0     | 0     |
| 2011/12 | Manchester United    | Premier League | 8     | 0     |
| 2012/13 | Manchester United    | Premier League | 10    | 0     |
| 2013/14 | Manchester United    | Premier League | 1     | 0     |
| 2014/15 | Manchester United    | Premier League | 0     | 0     |
| 2015/16 | West Bromwich Albion | Premier League | 0     | 0     |
| 2015/16 | → Preston North End  | Championship   | 14    | 0     |
| 2016/17 | Preston North End    | Championship   | 8     | 0     |
| 2017/18 | Burnley              | Premier League | 0     | 0     |
| Totaal  | Totaal               | Totaal         | 113   | 0     |

## Interlandcarrière
Lindegaard maakte zijn debuut voor het nationale team van Denemarken op 7 september 2010, in een 1-0 gewonnen wedstrijd tegen IJsland. Lindegaard nam met Denemarken deel aan het EK voetbal 2012 in Polen en Oekraïne, waar de selectie van bondscoach Morten Olsen in de groepsfase werd uitgeschakeld. Op de verrassende 1-0-overwinning op Nederland volgden nederlagen tegen Portugal (2-3) en Duitsland (1-2), waardoor de Denen als derde eindigden in groep B.
| Interlands van Anders Lindegaard voor Denemarken | Interlands van Anders Lindegaard voor Denemarken | Interlands van Anders Lindegaard voor Denemarken | Interlands van Anders Lindegaard voor Denemarken | Interlands van Anders Lindegaard voor Denemarken | Interlands van Anders Lindegaard voor Denemarken |
| №                                                | Datum                                            | Wedstrijd                                        | Uitslag                                          | Competitie                                       | Goals                                            |
| Als speler van Aalesunds FK                      | Als speler van Aalesunds FK                      | Als speler van Aalesunds FK                      | Als speler van Aalesunds FK                      | Als speler van Aalesunds FK                      | Als speler van Aalesunds FK                      |
| ------------------------------------------------ | ------------------------------------------------ | ------------------------------------------------ | ------------------------------------------------ | ------------------------------------------------ | ------------------------------------------------ |
| 1                                                | 07.09.2010                                       | Denemarken – IJsland                             | 1 – 0                                            | EK-kwalificatie                                  | 0                                                |
| 2                                                | 08.10.2010                                       | Portugal – Denemarken                            | 3 – 1                                            | EK-kwalificatie                                  | 0                                                |
| 3                                                | 12.10.2010                                       | Denemarken – Cyprus                              | 2 – 0                                            | EK-kwalificatie                                  | 0                                                |
| 4                                                | 17.11.2010                                       | Denemarken – Tsjechië                            | 0 – 0                                            | Vriendschappelijk                                | 0                                                |
| Als speler van Manchester United                 |                                                  |                                                  |                                                  |                                                  |                                                  |
| 5                                                | 15.11.2011                                       | Denemarken – Finland                             | 2 – 1                                            | Vriendschappelijk                                | 0                                                |

## Erelijst
| Competitie                   |           |            |           |           |
| Competitie                   | Aantal    | Jaren      |           |           |
| Aalesunds                    | Aalesunds | Aalesunds  | Aalesunds | Aalesunds |
| ---------------------------- | --------- | ---------- | --------- | --------- |
| NorgesMesterskapet i fotboll | 1x        | 2009       |           |           |
| Manchester United            |           |            |           |           |
| Premier League               | 1x        | 2012/13    |           |           |
| FA Community Shield          | 2x        | 2011, 2013 |           |           |